# Ordre du Drapeau rouge
 (juillet 2025).
L’ordre du Drapeau rouge (en russe : Орден Красного Знамени, Orden Krasnogo Znameni, également traduit par ordre de la Bannière rouge) est l'une des premières et des plus hautes décorations militaires soviétiques (3e rang des décorations).
Cette décoration était décernée pour des actes militaires. Elle ne doit pas être confondue avec l’ordre du Drapeau rouge du Travail institué plus tard pour des réussites civiles.

## Historique

### Genèse
L’ordre du Drapeau de bataille rouge est institué par un décret du Comité exécutif central des soviets des travailleurs, paysans, cosaques et soldats de l'Armée rouge le 16 septembre 1918 afin de récompenser tous ceux qui se distingueraient lors des combats contre les armées blanches. Cette distinction peut également être attribuée par chaque république soviétique de l'ancien Empire russe.
Le futur maréchal Vassili Blücher, commandant alors l’Armée des partisans du sud de l'Oural, est le premier soldat soviétique à intégrer ce nouvel ordre, le 28 septembre 1918.
La première femme à le recevoir est Rosalia Zemliatchka, en 1921.
Le 1er août 1924, le præsidium du comité exécutif central se décrète seul habilité à décerner cette distinction et change le nom de l'ordre pour : ordre du Drapeau rouge (Orden Krasnogo Znameni).

### Évolution
À compter de ce moment, il peut être décerné, non seulement à titre individuel, pour acte de courage et de vaillance au combat, mais aussi à titre collectif, toute unité le recevant prenant alors le titre d’unité du Drapeau rouge.
Jusqu’à la création, le 6 avril 1930, de l’ordre de Lénine, l’ordre du Drapeau rouge est la seule distinction militaire soviétique.
En 1945, elle passe du 1er au 6e rang dans l’ordre honorifique des distinctions militaires soviétiques.
Jusqu'au 14 septembre 1957, cet ordre pouvait être, non seulement, décerné aux soldats de tous grades, d’homme du rang à général, mais il pouvait l’être aussi à plusieurs reprises.
De 1918 à 1977, 580 000 militaires soviétiques le reçurent, ainsi que des citoyens étrangers, reconnus pour leurs services rendus à l'Union soviétique.

## Description
L’insigne se présentait sous la forme d'un médaillon ovale argenté (de 41 mm par 36 mm) avec, en son centre, un marteau et une faucille, entourés d'une couronne argentée, sur une étoile rouge, au-dessus de laquelle se déploie un drapeau rouge frappé de l’inscription « Travailleurs de tous les pays unissez-vous ! ». À la base de l’insigne, on trouve les lettres « СССР » (URSS) dans un bandeau rouge.
Chaque insigne porte un numéro d’attribution au dos.
Le ruban était rouge, avec un liseré blanc sur les côtés et une bande blanche au centre.